# 羅芙奧藝術集團

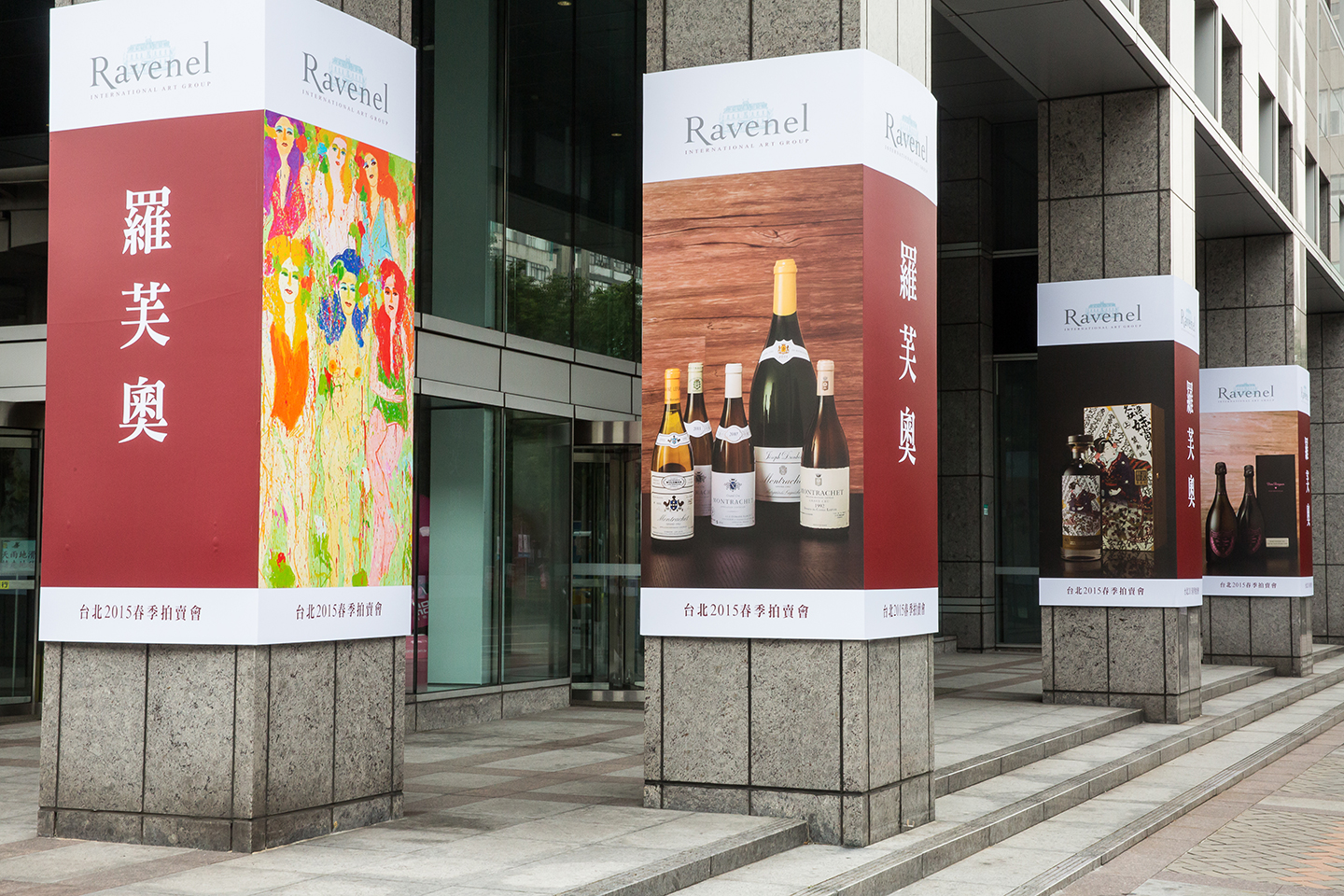
羅芙奧2015春季拍賣會台北預展

羅芙奧藝術集團（Ravenel International Art Group）是台湾的藝術拍賣公司集團，1999年6月成立於台北市。旗下設立羅芙奧股份有限公司及睿芙奧有限公司，由王鎮華擔任董事長。
羅芙奧在兩岸設有服務據點，包含台北、香港、北京、上海。

## 拍賣作品
- 常玉《五裸女》，2011年5月香港春季拍賣會，以港幣1億2,832萬元（近台幣4億8千萬元）創下當時華人油畫成交紀錄[1][2]
- 趙無極《爭榮競秀》，2014年6月台北春季拍賣會，以台幣2億4,336萬元成交，為台灣拍賣史上最高價的一幅油畫，同時打破藝術家甲骨文時期作品世界拍賣成交紀錄[3][4]
- 木桐酒莊1945年4.5公升裝一瓶，2013年6月台北春季拍賣會，以台幣510萬4千元成交，為台灣拍賣史上最高價的酒[5][6]
- 丁雄泉《世界小姐》，2015年6月台北春季拍賣會，以台幣5,632萬元刷新藝術家個人世界紀錄[7][8]

## 外部連結
- 羅芙奧藝術集團 （页面存档备份，存于）
- 羅芙奧藝術集團的Facebook專頁

25°01′45″N 121°32′54″E / 25.029034°N 121.548278°E